# 防衛兵
防衛兵（ぼうえいへい、朝鮮語:방위병）は、1969年から1995年まで存在した韓国の徴兵制度である。

## 歴史
- 1969年4月 - 内務部(行政安全部)、防衛兵制度と防衛召集制度を施行。
- 1971年7月 - 防衛兵に対する管理権を内務部で国防部で移管。
- 1982年10月 - 防衛兵の服務期間を1年から1年2ヶ月で延長。
- 1986年1月 - 防衛兵の服務期間を1年2ヶ月から1年6ヶ月で延長。
- 1993年1月 - 一人息子限定服務期間の短縮制度を廃止。
- 1995年1月 - 防衛兵制度と防衛召集制度を廃止、常勤予備役（朝鮮語版）・公益勤務要員(2014年に社会服務要員)制度を施行。

## 兵役の期間
防衛兵の服務期間は、1982年と1986年に延長になった。
1992年までは、一人息子(二代続いた一人息子・父が先に死亡した状態の一人息子・父母の一人が60歳以上である一人息子)の兵役の期間は6ヶ月だった。
| 年             | 一般人   | 一人息子 (二代続いた一人息子・父が先に死亡した状態の一人息子・父母の一人が60歳以上である一人息子) |
| -------------- | -------- | ------------------------------------------------------------------------------------------------- |
| 1969年〜1981年 | 1年      | 6ヶ月                                                                                             |
| 1982年〜1985年 | 1年2ヶ月 | 6ヶ月                                                                                             |
| 1986年〜1992年 | 1年6ヶ月 | 6ヶ月                                                                                             |
| 1993年〜1994年 | 1年6ヶ月 | 一人息子限定服務期間の短縮制度の廃止によって1年6箇月(1972年12月31日以前の出生者を除外)            |